# Vuotalo

Vuotalo est un centre culturel situé à Vuosaari à Helsinki en Finlande.

## Présentation
Vuotalo est construit au nord de la place Mosaiikkitori , près du centre commercial Columbus, de la station de métro Vuosaari, de la salle de sport Vuosaari et du lycée de Vuosaari. 
Le bâtiment a été conçu par Mikko Heikkinen et Markku Komonen et achevé en 2001.
Vuotalo abrite la bibliothèque de Vuosaari, ainsi que les installations de loisirs musicaux et d'arts visuels de l'institut des travailleurs et du Centre des affaires culturelles, ainsi qu'une salle de spectacles de théâtre et de danse.
Le rez-de-chaussée de Vuotalo abrite la bibliothèque de Vuosaari, le café Pokkari et un point de vente de Lippupiste Oy. 
La galerie Valoisa et la salle Vuosali de 320 places sont situées au rez-de-chaussée du bâtiment.
Le bureau du Centre culturel d'Helsinki et l'institut des travailleurs d'Helsinki se trouvent au premier étage de Vuotalo. L'institut des travailleurs dispose aussi d'installations dans la passerelle commune entre Vuotalo et le Lycée de Vuosaari.